# 阿納托利夫卡 (下西羅戈濟區)
47°4′39″N 34°29′19″E / 47.07750°N 34.48861°E
阿納托利夫卡（烏克蘭語：Анатолівка）是位於烏克蘭南部的村莊，由赫爾松州海尼切斯克區的下錫羅霍濟市鎮負責管轄。該村始建於1887年，面積32.2平方公里，海拔高度69米，2001年人口481，人口密度每平方公里14.9人。